# Cheguei
Cheguei è un singolo della cantante brasiliana Ludmilla, pubblicato il 17 marzo 2017 come quinto estratto dal secondo album in studio A danada sou eu.

## Video musicale
Il video musicale, che conta la partecipazione del cantante brasiliano Pabllo Vittar, è stato reso disponibile il 3 maggio 2017.

## Tracce
Testi e musiche di Wallace Vianna e André Vieira.
Download digitale
1. Cheguei – 2:54

Download digitale – DJ Will 22 Remix
1. Cheguei (DJ Will 22 Remix) – 2:57

Download digitale – Remixes
1. Cheguei (Mister Jam Remix) – 3:11
2. Cheguei (Ruxell Remix) – 3:25

## Formazione
Musicisti
- Ludmilla – voce
- Umberto Tavares – cori
- Jefferson Junior – cori
- Rick Joe – arrangiamento, batteria elettronica, tastiera
- Marcos Saboia – batteria elettronica
- Leo Justen – chitarra
- Toninho Aguiar – tastiera

Produzione
- Umberto Tavares – produzione, registrazione
- Mãozinha – produzione, registrazione, editing loop
- Jefferson Junior – registrazione
- Toninho Aguiar – registrazione
- Marcos Saboia – missaggio
- Ricardo Garcia – mastering

## Classifiche

### Classifiche settimanali
| Classifica (2017) | Posizione massima |
| ----------------- | ----------------- |
| Brasile           | 46                |
| Portogallo        | 41                |

### Classifiche di fine anno
| Classifica (2017) | Posizione |
| ----------------- | --------- |
| Brasile           | 77        |